# Lele Dorazio
Daniele Sönke Palm, känd som Lele Dorazio, ursprungligen Marco Daniele D'Orazio, född 8 januari 1967 i Lidingö församling i Stockholms län, är en svensk barnskådespelare.
Dorazio spelade huvudrollen i Kay Pollaks debutfilm Elvis! Elvis! från 1977. Han medverkade samma år också i kortfilmen Elvis – Öppet brev till Gud .
Han heter sedan 1996 Palm efter ett namnbyte till moderns flicknamn. Hans mor är Anita D'Orazio.

## Utmärkelser
- 1977 - Moskvas internationella filmfestival - Specialdiplom för Elvis! Elvis! (till den unge skådespelaren)[2]

### Fotnoter
1. 1 2  Sveriges befolkning 1970, CD-ROM, Version 1.04, Sveriges Släktforskarförbund (2002).
2. 1 2  IMDb - Lele Dorazio - Awards
3. ↑  Öppet brev till Gud / manuskript: Maria Gripe ; regi: Kay Pollak